# 陆金所
陆金所（：LU、港交所：6623），全称上海陆家嘴国际金融资产交易市场股份有限公司，隶属于中国平安，是中国最大的网络投融资平台之一。陸金所香港為陆金所於香港的分公司。

## 历史
2011年9月在上海注册成立，注册资本金8.37亿元，总部设在上海陆家嘴。
陆金所是上海唯一一家通过国务院交易场所清理整顿的金融资产交易平台。2020年12月，陆金所在美递交招股书，上轮融资估值已超2500亿，平安集团持股42.3%。
2023年1月6日，陸金所退出香港零售業務。
2023年4月15日，陸金所在香港交易所介紹上市。
2023年11月，陸金所以9.33億港元向金融壹賬通收購平安壹賬通銀行（香港）。